# Эльмур, Ги
Ги Эльмур (фр. Guy Elmour; неизвестно, Новая Каледония — 5 июня 2012) — новокаледонский футболист, футбольный тренер и функционер. Главный тренер сборной Новой Каледонии по футболу в 1971—1973 годах.

## Биография
Ги Эльмур родился в Новой Каледонии.
Играл в футбол в 1960-е годы.
В 1971—1973 годах был главным тренером сборной Новой Каледонии по футболу. В 1971 году подопечные Эльмура завоевали золотые медали футбольного турнира Южнотихоокеанских игр в Папеэте, в 1973 году — бронзовые медали Кубка наций ОФК в Окленде.
В 1977 году занял пост президента Федерации футбола Новой Каледонии, на котором проработал более 25 лет.
Умер 5 июня 2012 года.

## Достижения

### Командные
Новая Каледония
- Чемпион Южнотихоокеанских игр (1): 1971.
- Бронзовый призёр Кубка наций ОФК (1): 1973.